# Serie C 2019-2020 (calcio femminile)
L'edizione 2019-2020 è stata la seconda edizione del campionato italiano di Serie C di calcio femminile, terza serie nazionale. Il campionato è iniziato il 6 ottobre 2019 e si sarebbe dovuto concludere il 10 maggio 2020. Il 21 maggio 2020 la LND comunicò la sospensione definitiva delle competizioni sportive organizzate dalla stessa LND a causa della pandemia di COVID-19 in Italia, dopo che il campionato era stato già sospeso il 9 marzo.
Il 10 maggio 2020 la LND ha deliberato per la Serie C femminile la promozione in Serie B per le prime classificate di ciascun girone e la retrocessione in Eccellenza delle ultime due classificate di ciascun girone. Quindi, sono state promosse in Serie B il Como, il Vicenza, il Pontedera e il Pomigliano.

## Stagione

### Novità
Alla seconda edizione del campionato nazionale di Serie C hanno avuto il diritto di chiedere l'iscrizione tutte le 35 squadre che hanno acquisito tale diritto al termine della Serie C 2018-2019, la squadra perdente il play-off, le 2 squadre retrocesse dalla Serie B 2018-2019, la squadra di Serie B perdente il play-off, tutte le 13 squadre vincitrici i rispettivi campionati regionali e la squadra vincitrice della Coppa Italia regionale. Dalla Serie C 2018-2019 sono stati promossi in Serie B il San Marino, il Napoli e la Novese, vincitrice il play-off; mentre sono state retrocesse in Eccellenza il Luserna, il Caprera, la Fiamma Monza, l'Atletico Oristano, l'Imolese, la Libertas Femminile, il New Team San Marco e il Potenza. Dalla Serie B 2018-2019 sono state retrocesse la Roma XIV, il Genoa Women e l'Arezzo, perdente il play-off.
Delle squadre aventi diritto non sono state ammesse per espressa rinuncia alla partecipazione al campionato:
- Romagnano Calcio A.S.D.,
- A.C. Olimpia Forlì Dilettante.

Sempre tra le aventi diritto, non sono state ammesse per non aver presentato domanda di iscrizione al campionato:
- U.S. Genoa Women,
- A.S.D. Picchi San Giacomo Femminile.

Sono state ripescate in Serie B 2019-2020 a completamento organico la A.S.D. Riozzese, la A.S.D.C.F. Permac Vittorio Veneto e l'A.C. Perugia Calcio.
A completamento organico sono state ammesse, in qualità di ripescate, le seguenti società:
- A.C.D. Imolese F.M.,
- A.S.D. Speranza Agrate,
- U.S. Isera,
- A.S.D. Accademia SPAL,
- A.S.D. Giovani Granata Monsummano,
- A.S.D. Atletico Oristano C.F.,
- A.C.F. Brescia C.F. S.S.D.,
- A.S.D. C.F. Pistoiese 2016,
- G.S. C.F. Caprera,
- A.S.D.C. Canelli SDS 1922.

L'A.S.D. Calcio Pomigliano ha acquisito il titolo sportivo dell'A.S.D. Vapa Virtus Napoli. La F.C.F. Como 2000 A.S.D. ha cambiato denominazione in A.S.D. A.C.F. Como. L'A.C.F. Torino ha cambiato denominazione in Torino Women A.S.D.
Il 17 agosto 2019 l'A.S.D. Giovani Granata Monsummano, appena ripescato, ha annunciato la rinuncia all'iscrizione alla Serie C e ad ogni altro campionato regionale femminile di calcio. Poiché nessuna società ha fatto richiesta di ripescaggio in Serie C, l'organico del girone C non è stato integrato, rimanendo composto da sole 12 squadre.

### Formula
Le 54 squadre partecipanti sono state divise in quattro gironi da 14 squadre ciascuno, eccetto il girone C composto da 12 squadre. In ogni girone le squadre si affrontano in un girone all'italiana con partite di andata e ritorno per un totale di 26 giornate (22 giornate per il girone C). Le squadre prime classificate di ciascun girone, per un totale di quattro squadre, disputano gare di promozione in campo neutro e gara secca, al termine delle quali due squadre vengono promosse in Serie B; le due squadre perdenti gli spareggi promozione disputano uno spareggio con la nona e la decima classificata in Serie B per ulteriori due posti in seconda serie. Le ultime due classificate di ciascun girone sono retrocesse nei rispettivi campionati regionali di Eccellenza.

### Avvenimenti
Dalla seconda metà di febbraio 2020 l'Italia venne colpita da una pandemia di COVID-19, che interessò prevalentemente l'Italia settentrionale, costringendo, inizialmente, al rinvio della diciottesima giornata di campionato per i gironi A e B e dei recuperi previsti nel girone C. Dopo aver inizialmente confermato il regolare svolgimento delle partite valide per la diciannovesima giornata per i gironi A, B e D e per la quindicesima giornata per il girone C programmate per l'8 marzo, successivamente, con l'aggravarsi della pandemia, la Lega Nazionale Dilettanti — recependo le disposizioni governative adottate a tutela della sicurezza pubblica — dispose il rinvio a data da destinarsi delle partite valide per la diciannovesima e ventesima giornata per i girone A, B e D e per la quindicesima e sedicesima giornata per il girone C. Il 9 marzo la LND sospese tutte le attività fino al 3 aprile 2020.
Nelle settimane successive, col protrarsi della fase acuta dell'emergenza sanitaria in Italia, la sospensione delle attività agonistiche era stata prorogata più volte, conseguentemente a quanto disposto dal Governo per decreti ministeriali. Infine, il 21 maggio 2020 venne comunicata la sospensione definitiva delle competizioni sportive organizzate dalla LND. Il giorno seguente il Consiglio Direttivo della LND annunciò la proposta di cristallizzare le classifiche dei campionati dilettantistici all'atto della sospensione, proposta che venne poi accolta dal Consiglio Federale della FIGC l'8 giugno seguente.

## Girone A

### Squadre partecipanti
| Club                             | Città               | Stagione precedente                                     |
| -------------------------------- | ------------------- | ------------------------------------------------------- |
| A.C.F. Alessandria               | Alessandria         | 1º posto in Eccellenza Piemonte-V.d.A.-Liguria girone B |
| C.S.R. D. Azalee                 | Gallarate (VA)      | 7º posto in Serie C/A                                   |
| A.C.F. Biellese                  | Biella              | 1º posto in Eccellenza Piemonte-V.d.A.-Liguria girone A |
| U.S.D. Campomorone Lady          | Ceranesi (GE)       | 3º posto in Serie C/A                                   |
| A.S.D.C. Canelli SGS 1922        | Canelli (AT)        | 2º posto in Eccellenza Piemonte-V.d.A.-Liguria girone A |
| G.S. C.F. Caprera                | La Maddalena (SS)   | 11º posto in Serie C/A                                  |
| A.S.D. A.C.F. Como               | Como                | 8º posto in Serie C/B                                   |
| A.S.D. Femminile Juventus Torino | Torino              | 6º posto in Serie C/A                                   |
| S.S.D. Academy Parma Calcio      | Parma               | 1º posto in Eccellenza Emilia-Romagna                   |
| F.C.D. Pinerolo                  | Pinerolo (TO)       | 2º posto in Serie C/A                                   |
| A.S.D. Real Meda C.F.            | Meda (MB)           | 4º posto in Serie C/A                                   |
| A.S.D. Speranza Agrate           | Agrate Brianza (MB) | 2º posto in Eccellenza Lombardia                        |
| Torino Women A.S.D.              | Torino              | 8º posto in Serie C/A                                   |
| A.S.D. Voluntas Osio             | Osio Sotto (BG)     | 7º posto in Serie C/B                                   |

### Classifica finale
La classifica finale corrisponde alla classifica al momento della sospensione del campionato. I verdetti in base alla delibera della LND col CU n.314 del 10 giugno 2020 e alla pubblicazione delle classifiche finali col CU n.75 del 25 giugno 2020.
|  | Pos. | Squadra           | Pt | G  | V  | N | P  | GF | GS  | DR   |
|  | ---- | ----------------- | -- | -- | -- | - | -- | -- | --- | ---- |
|  | 1.   | Como              | 45 | 17 | 15 | 0 | 2  | 84 | 10  | +74  |
|  | 2.   | Real Meda         | 39 | 17 | 13 | 0 | 4  | 39 | 15  | +24  |
|  | 3.   | Biellese          | 38 | 17 | 12 | 2 | 3  | 45 | 16  | +29  |
|  | 4.   | Azalee Solbiatese | 35 | 17 | 11 | 2 | 4  | 43 | 21  | +22  |
|  | 5.   | Campomorone Lady  | 34 | 17 | 11 | 1 | 5  | 59 | 22  | +37  |
|  | 6.   | Torino            | 34 | 17 | 11 | 1 | 5  | 41 | 25  | +16  |
|  | 7.   | Speranza Agrate   | 33 | 17 | 10 | 3 | 4  | 33 | 20  | +13  |
|  | 8.   | Pinerolo          | 27 | 17 | 9  | 0 | 8  | 35 | 33  | +2   |
|  | 9.   | Canelli SGS 1922  | 25 | 17 | 8  | 1 | 8  | 33 | 28  | +5   |
|  | 10.  | Voluntas Osio     | 14 | 17 | 4  | 2 | 11 | 29 | 41  | -12  |
|  | 11.  | Juventus Torino   | 12 | 17 | 3  | 3 | 11 | 30 | 55  | -25  |
|  | 12.  | Alessandria       | 7  | 17 | 2  | 1 | 14 | 12 | 60  | -48  |
|  | 13.  | Academy Parma     | 4  | 17 | 1  | 1 | 15 | 13 | 44  | -31  |
|  | 14.  | Caprera           | 1  | 17 | 0  | 1 | 16 | 5  | 111 | -106 |

Legenda:
      Promossa in Serie B 2020-2021
      Retrocessa in Eccellenza 2020-2021
Note:
Tre punti a vittoria, uno a pareggio, zero a sconfitta.

### Risultati
Le partite indicate con "n.d." non sono state disputate perché il campionato è stato definitivamente sospeso dopo la disputa della diciassettesima giornata di campionato.
|                  | Ale  | Aza  | Bie  | Cam  | Can  | Cap  | Com  | Juv  | Par  | Pin  | ReM  | SAg  | Tor  | Vol  |
| ---------------- | ---- | ---- | ---- | ---- | ---- | ---- | ---- | ---- | ---- | ---- | ---- | ---- | ---- | ---- |
| Alessandria      | –––– | n.d. | 0-6  | 0-4  | 1-6  | n.d. | 2-9  | 2-2  | 1-0  | n.d. | 0-4  | n.d. | 1-4  | 1-4  |
| Azalee           | 4-0  | –––– | 2-3  | n.d. | 0-2  | 9-0  | 1-2  | n.d. | 2-0  | 2-0  | 1-0  | n.d. | 3-2  | n.d. |
| Biellese         | n.d. | n.d. | –––– | n.d. | 1-0  | 4-0  | 1-4  | 4-0  | n.d. | 1-0  | n.d. | 2-2  | 1-2  | 3-0  |
| Campomorone Lady | n.d. | 2-3  | 1-1  | –––– | n.d. | 12-1 | n.d. | 4-3  | 2-1  | 2-1  | 4-0  | n.d. | 6-2  | 4-1  |
| Canelli SGS 1922 | n.d. | 3-1  | 1-2  | 0-3  | –––– | 6-1  | 0-4  | n.d. | n.d. | 3-0  | n.d. | 0-3  | 0-0  | n.d. |
| Caprera          | 0-1  | 1-6  | n.d. | 0-10 | n.d. | –––– | 0-10 | 0-5  | 1-1  | 0-6  | n.d. | 0-5  | n.d. | n.d. |
| Como             | n.d. | n.d. | n.d. | 3-0  | 6-1  | 11-0 | –––– | 7-1  | 5-1  | 6-1  | n.d. | 0-1  | 0-1  | 4-0  |
| Juventus Torino  | n.d. | 2-3  | 0-5  | n.d. | 3-4  | n.d. | 0-7  | –––– | 4-3  | 1-2  | 0-1  | 2-2  | n.d. | n.d. |
| Parma            | 1-0  | 1-2  | 1-4  | 0-4  | 0-3  | n.d. | 0-5  | n.d. | –––– | n.d. | n.d. | 0-1  | n.d. | 2-3  |
| Pinerolo         | 3-0  | n.d. | 0-4  | n.d. | 1-0  | 4-0  | n.d. | 4-2  | 2-1  | –––– | 2-5  | 3-2  | n.d. | n.d. |
| Real Meda        | 2-1  | n.d. | 1-2  | 1-0  | 1-0  | 8-0  | 0-1  | n.d. | 1-0  | n.d. | –––– | 4-0  | n.d. | 4-1  |
| Speranza Agrate  | 5-1  | 1-1  | 2-1  | 3-0  | n.d. | n.d. | n.d. | 1-3  | n.d. | n.d. | 0-1  | –––– | 2-1  | 2-1  |
| Torino           | 2-1  | 0-1  | n.d. | 2-1  | n.d. | 8-1  | n.d. | 4-0  | 4-1  | 2-1  | 2-4  | n.d. | –––– | 3-2  |
| Voluntas Osio    | 4-0  | 2-2  | n.d. | n.d. | 1-4  | 5-0  | n.d. | 2-2  | n.d. | 2-5  | 1-2  | 0-1  | 0-2  | –––– |

## Girone B

### Squadre partecipanti
| Club                                   | Città                              | Stagione precedente                        |
| -------------------------------------- | ---------------------------------- | ------------------------------------------ |
| A.S.D. Atletico Oristano C.F.          | Oristano                           | 12º posto in Serie C/B                     |
| A.S.D. Accademia SPAL                  | Ferrara                            | 2º posto in Eccellenza Emilia-Romagna      |
| A.C.F. Brescia Calcio Femminile S.S.D. | Capriolo (BS)                      | 4º posto in Eccellenza Lombardia           |
| A.S.D. S.S.V. Brixen OBI               | Bressanone (BZ)                    | 6º posto in Serie C/B                      |
| A.S.D. Cortefranca Calcio              | Corte Franca (BS)                  | 1º posto in Eccellenza Lombardia           |
| A.S.D. Gordige Calcio Ragazze          | Cavarzere (VE)                     | 1º posto in Eccellenza Veneto-Friuli V.G.  |
| U.S. Isera                             | Isera (TN)                         | 2º posto in Eccellenza Trentino Alto Adige |
| A.S.D. Calcio Padova Femminile         | Padova                             | 10º posto in Serie C/B                     |
| A.S.D. San Paolo                       | Modena                             | 9º posto in Serie C/C                      |
| C.F. Südtirol Damen Bolzano A.D.       | Bolzano                            | 1º posto in Eccellenza Trentino Alto Adige |
| A.S.D. A.C.F. Trento Clarentia         | Trento                             | 4º posto in Serie C/B                      |
| F.C. Unterland Damen                   | Cortina sulla Strada del Vino (BZ) | 3º posto in Serie C/B                      |
| A.S.D. Venezia F.C. Femminile          | Venezia                            | 5º posto in Serie C/B                      |
| A.S.D. Vicenza C.F.                    | Vicenza                            | 9º posto in Serie C/B                      |

### Classifica finale
La classifica finale corrisponde alla classifica al momento della sospensione del campionato. I verdetti in base alla delibera della LND col CU n.314 del 10 giugno 2020 e alla pubblicazione delle classifiche finali col CU n.75 del 25 giugno 2020.
|  | Pos. | Squadra           | Pt | G  | V  | N | P  | GF | GS | DR  |
|  | ---- | ----------------- | -- | -- | -- | - | -- | -- | -- | --- |
|  | 1.   | Vicenza           | 42 | 17 | 13 | 3 | 1  | 68 | 8  | +60 |
|  | 2.   | Brescia           | 39 | 17 | 12 | 3 | 2  | 57 | 5  | +52 |
|  | 3.   | Unterland         | 39 | 17 | 11 | 6 | 0  | 41 | 11 | +30 |
|  | 4.   | Brixen OBI        | 37 | 17 | 12 | 1 | 4  | 53 | 17 | +36 |
|  | 5.   | Trento Clarentia  | 31 | 17 | 9  | 4 | 4  | 41 | 23 | +18 |
|  | 6.   | Padova            | 31 | 17 | 10 | 1 | 6  | 29 | 26 | +3  |
|  | 7.   | Cortefranca       | 30 | 17 | 9  | 3 | 5  | 42 | 26 | +16 |
|  | 8.   | Venezia           | 29 | 17 | 8  | 5 | 4  | 25 | 13 | +12 |
|  | 9.   | Gordige           | 19 | 17 | 6  | 1 | 10 | 23 | 35 | -12 |
|  | 10.  | Accademia SPAL    | 16 | 17 | 5  | 1 | 11 | 23 | 55 | -32 |
|  | 11.  | Isera             | 11 | 17 | 3  | 2 | 12 | 14 | 45 | -31 |
|  | 12.  | Südtirol          | 9  | 17 | 2  | 3 | 12 | 15 | 57 | -42 |
|  | 13.  | Atletico Oristano | 6  | 17 | 1  | 3 | 13 | 16 | 75 | -59 |
|  | 14.  | San Paolo         | 0  | 17 | 0  | 0 | 17 | 11 | 62 | -51 |

Legenda:
      Promossa in Serie B 2020-2021
      Retrocessa in Eccellenza 2020-2021
Note:
Tre punti a vittoria, uno a pareggio, zero a sconfitta.

### Risultati
Le partite indicate con "n.d." non sono state disputate perché il campionato è stato definitivamente sospeso dopo la disputa della diciassettesima giornata di campionato.
|                   | AcS  | Atl  | Bre  | Bri  | Cor  | Gor  | Ise  | Pad  | SaP  | Süd  | Tre  | Unt  | Ven  | Vic  |
| ----------------- | ---- | ---- | ---- | ---- | ---- | ---- | ---- | ---- | ---- | ---- | ---- | ---- | ---- | ---- |
| Accademia SPAL    | –––– | 2-1  | n.d. | n.d. | n.d. | 0-3  | 2-1  | 3-4  | 2-0  | 1-1  | 0-4  | n.d. | n.d. | 1-6  |
| Atletico Oristano | 3-4  | –––– | 0-5  | n.d. | n.d. | 0-6  | 1-2  | 1-2  | n.d. | n.d. | 0-6  | 0-3  | n.d. | 2-2  |
| Brescia           | 7-0  | 14-0 | –––– | 1-0  | 3-0  | 0-1  | 5-1  | 6-0  | n.d. | n.d. | n.d. | n.d. | 0-0  | 1-1  |
| Brixen OBI        | 4-0  | 7-2  | n.d. | –––– | 5-0  | 3-1  | 3-1  | n.d. | 7-1  | 4-0  | n.d. | 0-2  | 2-0  | n.d. |
| Cortefranca       | 2-0  | 3-0  | n.d. | 2-0  | –––– | 8-0  | n.d. | 0-3  | 8-1  | n.d. | 1-1  | 1-1  | 1-1  | n.d. |
| Gordige           | n.d. | 2-2  | n.d. | n.d. | n.d. | –––– | 1-0  | 0-3  | 4-1  | 2-1  | 1-3  | 2-4  | 0-1  | 0-4  |
| Isera             | n.d. | n.d. | 0-1  | 0-5  | 1-5  | n.d. | –––– | 0-3  | 2-1  | 1-1  | n.d. | 0-1  | 0-5  | 0-4  |
| Padova            | n.d. | n.d. | 0-2  | 0-2  | n.d. | 1-0  | n.d. | –––– | n.d. | 4-0  | 1-2  | 2-2  | 1-0  | 0-2  |
| San Paolo         | n.d. | 2-3  | 0-4  | 0-4  | 3-4  | n.d. | 0-2  | 0-1  | –––– | 1-2  | 1-2  | n.d. | n.d. | 0-4  |
| Südtirol Damen    | 1-3  | 1-1  | 1-6  | n.d. | 1-5  | 2-0  | n.d. | n.d. | n.d. | –––– | 0-6  | n.d. | 2-3  | 0-5  |
| Trento Clarentia  | 2-1  | n.d. | 0-0  | 2-5  | 1-2  | n.d. | 3-3  | n.d. | 5-0  | 3-1  | –––– | 0-0  | n.d. | n.d. |
| Unterland         | 5-2  | n.d. | 1-0  | n.d. | 1-0  | n.d. | 4-0  | 5-2  | 5-0  | 6-1  | n.d. | –––– | 0-0  | 1-1  |
| Venezia           | 4-2  | 2-0  | 0-2  | 1-1  | n.d. | 2-0  | n.d. | n.d. | 3-0  | n.d. | 3-1  | 0-0  | –––– | n.d. |
| Vicenza           | 7-0  | 12-0 | n.d. | 4-1  | 4-0  | n.d. | n.d. | 1-2  | n.d. | 6-0  | 4-0  | n.d. | 1-0  | –––– |

## Girone C

### Squadre partecipanti
| Club                                 | Città          | Stagione precedente            |
| ------------------------------------ | -------------- | ------------------------------ |
| A.C.F. Arezzo A.S.D.                 | Arezzo         | 11º posto in Serie B           |
| A.S.D. Bologna F.C. 1909             | Bologna        | 5º posto in Serie C/C          |
| S.S.D. U.S. Città di Pontedera C.F.  | Pontedera (PI) | 2º posto in Serie C/C          |
| A.S.D. Grifone Gialloverde           | Roma           | 2º posto in Serie C/D          |
| A.C.D. Imolese F.M.                  | Imola (BO)     | 11º posto in Serie C/C         |
| A.D.P. L.F. Jesina Femminile         | Jesi (AN)      | 6º posto in Serie C/C          |
| A.S.D. C.F. Pistoiese 2016           | Pistoia        | 3º posto in Eccellenza Toscana |
| A.S.D. Res Women                     | Roma           | 1º posto in Eccellenza Lazio   |
| A.S.D. Femminile Riccione            | Riccione (RN)  | 8º posto in Serie C/C          |
| G.S. San Miniato A.S.D.              | Siena          | 1º posto in Eccellenza Toscana |
| A.S.D. F.C. Sassari Torres Femminile | Sassari        | 4º posto in Serie C/C          |
| A.S.D. Spezia C.F.                   | La Spezia      | 5º posto in Serie C/A          |

### Classifica finale
La classifica finale corrisponde alla classifica al momento della sospensione del campionato. I verdetti in base alla delibera della LND col CU n.314 del 10 giugno 2020 e alla pubblicazione delle classifiche finali col CU n.75 del 25 giugno 2020.
|  | Pos. | Squadra             | Pt | G  | V  | N | P  | GF | GS | DR  |
|  | ---- | ------------------- | -- | -- | -- | - | -- | -- | -- | --- |
|  | 1.   | Pontedera           | 38 | 14 | 12 | 2 | 0  | 43 | 6  | +37 |
|  | 2.   | Torres              | 34 | 14 | 10 | 4 | 0  | 42 | 9  | +33 |
|  | 3.   | L.F. Jesina         | 24 | 14 | 7  | 3 | 4  | 38 | 24 | +14 |
|  | 4.   | Res Roma            | 23 | 13 | 7  | 2 | 4  | 30 | 12 | +18 |
|  | 5.   | Riccione            | 23 | 13 | 7  | 2 | 4  | 21 | 17 | +4  |
|  | 6.   | Pistoiese 2016      | 23 | 14 | 7  | 2 | 5  | 25 | 31 | -6  |
|  | 7.   | Spezia              | 16 | 13 | 4  | 4 | 5  | 22 | 26 | -4  |
|  | 8.   | San Miniato         | 15 | 14 | 4  | 3 | 7  | 18 | 24 | -6  |
|  | 9.   | Arezzo              | 14 | 14 | 3  | 5 | 6  | 15 | 24 | -9  |
|  | 10.  | Bologna             | 11 | 14 | 3  | 2 | 9  | 13 | 26 | -13 |
|  | 11.  | Grifone Gialloverde | 7  | 13 | 2  | 1 | 10 | 10 | 44 | -34 |
|  | 12.  | Imolese             | 2  | 14 | 0  | 2 | 12 | 13 | 47 | -34 |

Legenda:
      Promossa in Serie B 2020-2021
      Retrocessa in Eccellenza 2020-2021
Note:
Tre punti a vittoria, uno a pareggio, zero a sconfitta.

### Risultati
Le partite indicate con "n.d." non sono state disputate perché il campionato è stato definitivamente sospeso dopo la disputa della quattordicesima giornata di campionato.
|                     | Are  | Bol  | Gri  | Imo  | Jes  | Pis  | Pon  | Res  | Ric  | SMi  | Sas  | Spe  |
| ------------------- | ---- | ---- | ---- | ---- | ---- | ---- | ---- | ---- | ---- | ---- | ---- | ---- |
| Arezzo              | –––– | 1-1  | n.d. | n.d. | 3-2  | n.d. | 0-0  | 0-1  | n.d. | 0-0  | 1-1  | 1-2  |
| Bologna             | n.d. | –––– | 1-0  | n.d. | 0-1  | n.d. | 0-2  | 0-1  | 0-3  | 4-2  | 0-0  | 0-2  |
| Grifone Gialloverde | 1-3  | n.d. | –––– | 3-1  | 1-4  | n.d. | n.d. | 0-7  | n.d. | n.d. | 0-3  | 2-2  |
| Imolese             | 0-2  | 0-2  | n.d. | –––– | 2-2  | 0-3  | n.d. | n.d. | 1-2  | 1-1  | n.d. | n.d. |
| Jesina              | 5-0  | n.d. | 7-0  | 5-2  | –––– | 3-1  | 0-3  | n.d. | 4-0  | n.d. | 1-5  | n.d. |
| Pistoiese 2016      | 1-1  | 4-1  | 1-0  | 5-4  | n.d. | –––– | 0-1  | n.d. | 0-4  | n.d. | 0-6  | 2-0  |
| Pontedera           | 5-1  | n.d. | 6-0  | 7-0  | n.d. | n.d. | –––– | 4-1  | 4-0  | 1-0  | 1-1  | n.d. |
| Res Women           | n.d. | 3-0  | n.d. | 4-0  | 3-0  | 5-0  | 2-3  | –––– | n.d. | n.d. | 0-1  | 1-1  |
| Riccione            | 1-0  | 3-2  | 3-0  | n.d. | n.d. | n.d. | n.d. | 2-2  | –––– | 1-0  | 1-2  | n.d. |
| San Miniato         | n.d. | n.d. | 1-2  | 2-0  | 2-2  | 2-3  | 1-2  | 1-0  | 2-1  | –––– | n.d. | 4-3  |
| Sassari Torres      | 4-2  | n.d. | 5-1  | 6-1  | n.d. | 1-1  | n.d. | n.d. | n.d. | 4-0  | –––– | 3-0  |
| Spezia              | n.d. | 4-2  | n.d. | 3-1  | 2-2  | 3-4  | 0-4  | n.d. | 0-0  | n.d. | n.d. | –––– |

## Girone D

### Squadre partecipanti
| Club                              | Città                             | Stagione precedente                        |
| --------------------------------- | --------------------------------- | ------------------------------------------ |
| A.S.D. Aprilia Racing Femminile   | Aprilia (LT)                      | 9º posto in Serie C/D                      |
| A.S.D. Apulia Trani               | Trani                             | 10º posto in Serie C/D                     |
| A.S.D. Catania Calcio Femminile   | Catania                           | 1º posto in Eccellenza Sicilia             |
| A.S.D. Calcio Femminile Catanzaro | Catanzaro                         | 1º posto in Eccellenza Basilicata-Calabria |
| A.S.D. C.F. Chieti                | Chieti                            | 7º posto in Serie C/D                      |
| A.S.D. Dream Team Femminile       | Napoli                            | 1º posto in Eccellenza Campania            |
| A.S.D. Free Girls                 | Teramo                            | 1º posto in Eccellenza Abruzzo             |
| A.S.D. Ludos                      | Palermo                           | 3º posto in Serie C/D                      |
| A.S.D. Pescara C.F.               | Pescara                           | 6º posto in Serie C/D                      |
| A.S.D. Calcio Pomigliano          | Pomigliano d'Arco (NA)            | -                                          |
| A.S.D. Real Bellante              | Bellante (TE)                     | 10º posto in Serie C/C                     |
| A.S.D. Roma XIV Decimoquarto      | Roma                              | 12º posto in Serie B                       |
| A.S.D. Salento Women Soccer       | Lecce                             | 4º posto in Serie C/D                      |
| A.S.D. S. Egidio Femminile        | Sant'Egidio del Monte Albino (SA) | 5º posto in Serie C/D                      |

### Classifica finale
La classifica finale corrisponde alla classifica al momento della sospensione del campionato. I verdetti in base alla delibera della LND col CU n.314 del 10 giugno 2020 e alla pubblicazione delle classifiche finali col CU n.75 del 25 giugno 2020.
|  | Pos. | Squadra              | Pt | G  | V  | N | P  | GF | GS | DR  |
|  | ---- | -------------------- | -- | -- | -- | - | -- | -- | -- | --- |
|  | 1.   | Pomigliano           | 50 | 18 | 16 | 2 | 0  | 75 | 12 | +63 |
|  | 2.   | Ludos Palermo        | 38 | 18 | 11 | 5 | 2  | 58 | 17 | +41 |
|  | 3.   | S. Egidio            | 33 | 18 | 9  | 6 | 3  | 31 | 20 | +11 |
|  | 4.   | Chieti               | 32 | 18 | 10 | 2 | 6  | 45 | 34 | +11 |
|  | 5.   | Aprilia Racing       | 32 | 18 | 8  | 8 | 2  | 32 | 22 | +10 |
|  | 6.   | Catania              | 30 | 18 | 9  | 3 | 6  | 46 | 32 | +14 |
|  | 7.   | Salento Women        | 26 | 18 | 8  | 2 | 8  | 36 | 31 | +5  |
|  | 8.   | Pescara              | 24 | 18 | 6  | 6 | 6  | 22 | 23 | -1  |
|  | 9.   | Catanzaro            | 21 | 18 | 7  | 0 | 11 | 21 | 57 | -36 |
|  | 10.  | Free Girls           | 20 | 18 | 4  | 8 | 6  | 23 | 17 | +6  |
|  | 11.  | Apulia Trani         | 13 | 18 | 2  | 7 | 9  | 10 | 26 | -16 |
|  | 12.  | Roma XIV             | 11 | 18 | 2  | 5 | 11 | 13 | 48 | -35 |
|  | 13.  | Dream Team Femminile | 9  | 18 | 1  | 6 | 11 | 16 | 47 | -31 |
|  | 14.  | Real Bellante        | 8  | 18 | 2  | 2 | 14 | 11 | 53 | -42 |

Legenda:
      Promossa in Serie B 2020-2021
      Retrocessa in Eccellenza 2020-2021
Note:
Tre punti a vittoria, uno a pareggio, zero a sconfitta.

### Risultati
Le partite indicate con "n.d." non sono state disputate perché il campionato è stato definitivamente sospeso dopo la disputa della diciottesima giornata di campionato.
|                      | ApR  | ApT  | Cat  | Ctz  | Chi  | DTF  | Fre  | Lud  | Pes  | Pom  | ReB  | RDe  | Sal  | SEg  |
| -------------------- | ---- | ---- | ---- | ---- | ---- | ---- | ---- | ---- | ---- | ---- | ---- | ---- | ---- | ---- |
| Aprilia Racing       | –––– | 0-0  | n.d. | 6-3  | n.d. | n.d. | 1-0  | 1-1  | 0-0  | 0-4  | 3-0  | 1-1  | 3-1  | n.d. |
| Apulia Trani         | n.d. | –––– | 0-1  | 0-1  | 1-2  | n.d. | 1-0  | 1-2  | 0-0  | n.d. | n.d. | 2-0  | 1-1  | 0-0  |
| Catania              | 2-2  | 6-1  | –––– | 9-1  | n.d. | n.d. | 3-1  | 1-1  | n.d. | n.d. | 6-0  | 5-0  | 3-2  | 0-1  |
| Catanzaro            | 1-2  | 2-1  | n.d. | –––– | n.d. | 2-1  | 0-6  | n.d. | 2-1  | 1-5  | 2-1  | 1-0  | nd   | 2-3  |
| Chieti               | 2-4  | n.d. | 1-1  | 6-2  | –––– | n.d. | n.d. | 2-2  | 1-2  | 2-5  | 3-1  | 5-0  | 2-1  | 2-1  |
| Dream Team Femminile | 2-2  | 0-0  | 0-3  | 0-1  | 0-4  | –––– | 0-6  | n.d. | n.d. | 1-2  | 3-2  | 1-4  | 2-4  | n.d. |
| Free Girls           | 0-0  | 1-1  | n.d. | n.d. | 2-1  | 0-0  | –––– | n.d. | 0-0  | n.d. | 3-0  | n.d. | 2-2  | 0-1  |
| Ludos Palermo        | n.d. | n.d. | 3-0  | 7-0  | 4-2  | 6-1  | 3-0  | –––– | 2-1  | 0-0  | n.d. | 5-0  | 6-1  | n.d. |
| Pescara              | 1-2  | 2-0  | 4-2  | 4-0  | n.d. | 1-1  | 0-0  | n.d. | –––– | 1-3  | 1-0  | n.d. | 3-1  | n.d. |
| Pomigliano           | n.d. | 7-1  | 7-0  | n.d. | 6-0  | 5-1  | 3-1  | 2-1  | 5-0  | –––– | n.d. | n.d. | n.d. | 4-0  |
| Real Bellante        | 1-4  | 0-0  | n.d. | 1-0  | 1-4  | 2-2  | n.d. | 0-6  | n.d. | 0-7  | –––– | n.d. | n.d. | 0-2  |
| Roma XIV             | n.d. | 1-0  | 1-3  | n.d. | 0-3  | 1-1  | 0-0  | 1-6  | 0-0  | 1-7  | 1-2  | –––– | n.d. | n.d. |
| Salento Women        | 2-0  | n.d. | 4-0  | 4-0  | 3-1  | n.d. | n.d. | 2-1  | n.d. | 1-2  | 2-0  | 4-0  | –––– | 2-3  |
| Sant'Egidio          | 1-1  | n.d. | 3-1  | n.d. | n.d. | 2-0  | 1-1  | 2-2  | 4-1  | 1-1  | 4-0  | 2-2  | 0-1  | –––– |